# 1942 en Inde
Chronologie de l'Inde
- 1938
- 1939
- 1940
- 1941
- 1942
- 1943
- 1944
- 1945
- 1946

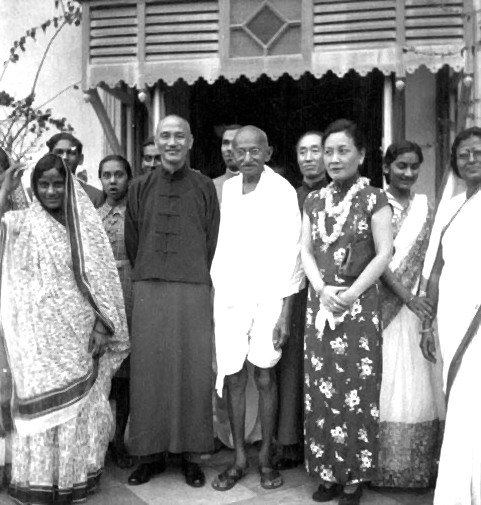
Tchang Kaï-chek rencontre le Mahatma Gandhi (10 février 1942).

Cette page concerne les évènements survenus en 1942 en Inde  :

## Évènement
- janvier : Opération Bajadere
- 10 février : Le général chinois Tchang Kaï-chek, commandant des forces alliées pour l'Asie et le secteur chinois, rencontre les hauts dirigeants du Congrès pour obtenir la participation de l'Inde à la guerre, dans un contexte de pression imminente d'une attaque japonaise sur la Birmanie.
- mars : Mission Cripps (en)
- 8 mars : L'armée japonaise entre dans Rangoun.
- 28 et 30 mars : Condérence de Tokyo (en)
- avril : Résolutions Bidadari (en)
- 15 juin : Conférence de Bangkok (en)
- 8 août : Quit India, le Mahatma Gandhi fait un appel pour une indépendance immédiate de l'Inde (Discours Quit India (en)).
- 28 septembre : Massacre d'Eram (en) (bilan : 29 - environ 60 blessés)

## Sortie de film
- Basant
- Nandanar

## Création
- 15e corps (Inde britannique)
- 26e division d'infanterie (Inde)
- Aéroport de Bilaspur (en)

## Naissance
- Amitabh Bachchan, acteur.
- Jayshree Gadkar (en), actrice.
- Rajinder Goel (en), joueur de cricket.
- Rajesh Khanna, acteur et réalisateur.
- Jagdish Khattar, homme d'affaires.
- Madhabi Mukherjee, actrice.
- Asha Parekh, actrice.
- Yogesh Kumar Sabharwal (en), chef de la Justice indienne.
- Roshan Seth, acteur.
- Amarinder Singh (en), historien et personnalité politique.

## Décès
- Kanaklata Barua, activiste pour l'indépendance de l'Inde.
- Uma Bose (en), chanteuse.
- Ramaprasad Chanda (en), anthropologue.
- Master Madan (en), chanteur.
- Deenanath Mangeshkar, acteur.
- Shirishkumar Mehta (en), activiste pour l'indépendance de l'Inde.
- P. K. Raja Sandow (en), acteur.
- Sachindra Nath Sanyal (en), révolutionnaire.
- Kurma Venkata Reddy Naidu (en), avocat, personnalité politique.
- Sarat Chandra Roy (en), anthropologue.
- Satyadhyana Tirtha (en), philosophe.